# Controladoria Geral do Município de São Paulo
| Controladoria Geral do Município (CGM)             |                              |
| Viaduto do Chá, 15, 10º andar - Centro - São Paulo |                              |
| Criação                                            | 27 de maio de 2013 (11 anos) |

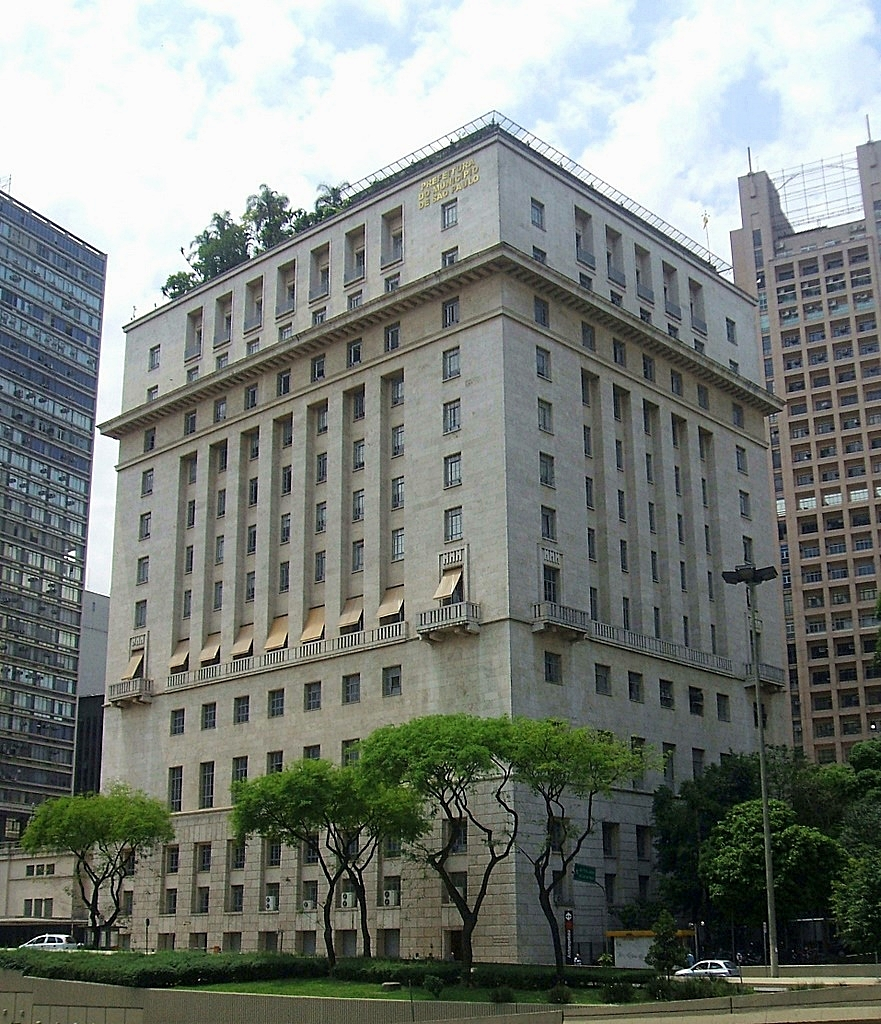
Palácio do Anhangabaú, sede da prefeitura de São Paulo.

A Controladoria Geral do Município de São Paulo ou (CGM), foi criada em 27 de maio de 2013 pela (Lei 15.764/2013) e atua para prevenir e combater a corrupção na gestão municipal, garantir a defesa do patrimônio público, promover a transparência e a participação social e contribuir para a melhoria da qualidade dos serviços públicos.
A CGM também deve exercer, como órgão central, a supervisão técnica dos órgãos que compõem o Sistema de Controle Interno e o Sistema de Correição e das unidades de ouvidoria do Poder Executivo Municipal.

## Histórico
A CGM foi criada durante a gestão do prefeito Fernando Haddad por meio da Lei nº 15.764, de 27 de maio de 2013 (Projeto de Lei nº 237/13, do Executivo, aprovado na forma de Substitutivo do Legislativo). Em 18 de setembro de 2015, a Prefeitura de São Paulo divulgou o edital do primeiro concurso público para cargos de Auditor Municipal de Controle Interno, para atuação na Controladoria-Geral do Município. O concurso público foi realizado pela Fundação VUNESP.
Em 14 de maio de 2016, o jornal O Estado de São Paulo revelou que o prefeito Fernando Haddad reprogramou a admissão dos auditores concursados no mesmo ano, em função de problemas de caixa da Prefeitura, decorrentes da crise econômica.

## Competências
Art. 118. Fica criada a Controladoria Geral do Município – CGM, órgão da Administração Municipal Direta, com a finalidade de promover o controle interno dos órgãos municipais e das entidades da administração indireta.
Art. 119. Compete à Controladoria Geral do Município assistir, direta e imediatamente, o Prefeito no desempenho de suas atribuições quanto aos assuntos e providências que, no âmbito do Poder Executivo, sejam atinentes à defesa do patrimônio público, ao controle interno, à auditoria pública, à correição, à prevenção e ao combate à corrupção, às atividades de ouvidoria, a promoção da ética no serviço público, o incremento da moralidade e da transparência e o fomento ao controle social da gestão, no âmbito da Administração Municipal.
Art. 120. As competências da Controladoria Geral do Município se estendem, no que couber, às entidades privadas de interesse público incumbidas, ainda que transitória e eventualmente, da administração ou gestão de receitas públicas em razão de convênio, termo de parceria, termo de cooperação, contrato de gestão ou quaisquer outros instrumentos de parceria.

## Estrutura
A estrutura básica da CGM é constituída por:
- Gabinete do Controlador Geral
- Coordenadoria de Auditoria Interna – CAIN
- Coordenadoria de Promoção da Integridade – COPI
- Corregedoria Geral do Município – CGM
- Ouvidoria Geral do Município – OGM
- Supervisão Geral de Administração e Finanças – SGAF[5]

## Ações na mídia
A CGM realiza trabalhos de auditoria em órgãos da administração direta e indireta do Governo Municipal e ações de fiscalização da aplicação de recursos públicos municipais. Em maio de 2015, após dois anos de sua criação, estimou-se que a Prefeitura de São Paulo conseguiu garantir, por meio de investigações do órgão, a recuperação de R$270 milhões desviados dos cofres municipais, dos quais cerca de R$100 milhões já haviam sido devolvidos e reincorporados à receita.

### Máfia do ISS
Em 2013 uma operação da Controladoria Geral do Município de São Paulo prendeu quatro auditores fiscais da Prefeitura de São Paulo. Eles foram acusados de montar um esquema de cobrança de propina de construtoras em troca de desconto no valor do Imposto Sobre Serviço (ISS).
Por conta do esquema criminoso, a prefeitura paulistana deixou de receber cerca de 500 milhões de reais em impostos, conforme a investigação.
Com o desbaratamento do esquema de corrupção, a CGM ganhou grande visibilidade.

### Falhas na fiscalização do contrato
Em novembro de 2013, a Controladoria Geral do Município apontou, em relatório, a má qualidade dos tênis distribuídos aos alunos da rede municipal de São Paulo. A amostra fornecida durante a fase de licitação divergia dos tênis efetivamente distribuídos. O promotor de justiça do patrimônio, José Carlos Blat, afirmou que a empresa fraudou um laudo do Instituto de Pesquisas Tecnológicas (IPT) para oferecer calçados mais baratos do que os previstos na licitação e, assim, lucrar mais. O contrato era de R$15 milhões e a Prefeitura já havia pago R$6 milhões. Após a investigação da Controladoria, o contrato foi cancelado, a empresa foi multada em  R$ 2.536.554,95 e foi determinado pela Secretaria Municipal de Educação que fossem ressarcidos todos os prejuízos causados aos cofres públicos.

### Fraude em licitações
Em setembro de 2015, a CGM encontrou indícios de fraude em um contrato de R$4,3 milhões da Secretaria Municipal de Direitos Humanos. A suspeita era a de que um mesmo grupo empresarial havia se inscrito na licitação com diferentes nomes para simular uma concorrência. A licitação foi cancelada.

## Promoção da Integridade
Desde a sua criação, em 2013, a Controladoria Geral do Município (CGM-SP), por meio da Coordenadoria de Promoção da Integridade, tem implementado uma série de iniciativas à participação social. Dentre elas podem ser citadas:
| ♦Disponibilização no Portal da Transparência do Município da íntegra de todos os contratos firmados pela Prefeitura de São Paulo com fornecedores e parceiros, uma medida pioneira no país. Em 2014, o município também passou a disponibilizar todas as compras e licitações realizadas pela Administração;                                                     |
| ♦Criação do Catálogo Municipal de Bases de Dados (CMDB). Outra iniciativa pioneira, a publicação reúne 591 bases de dados detidas pela Prefeitura e por órgãos e entidades da administração indireta e facilita a elaboração de pedidos de informação destinados aos órgãos municipais. O CMDB deu origem ao Portal de Dados abertos da Prefeitura de São Paulo; |
| ♦Disponibilização no Portal da Transparência do Município dos dados administrativos e financeiros (como fluxos de caixa, demonstrativos de resultados, cumprimento de metas de desempenho e nível de endividamento) das 18 empresas, autarquias e fundações que fazem parte da Administração Indireta do Município – como SPTRANS, CET e Serviço Funerário);     |
| ♦Criação do projeto de Lei que cria o Conselho Municipal de Transparência e Participação Social, estruturado com a participação mais de 100 organizações, pessoas e coletivos e discutido em dois seminários e uma audiência pública; |
| ♦Realização de eventos e oficinas para disseminar os direitos assegurados pela Lei de Acesso à Informação e estimular o controle social por meio de pedidos de acesso aos dados municipais de interesse público ainda não fornecidos no Portal da Transparência, como o Café Hacker e as oficinas temáticas sobre a Lei de Acesso à Informação.                  |

O estudo "Indicadores da Cidade Transparente" realizado por 14 entidades da sociedade civil, divulgado em setembro de 2015, aponta São Paulo como terceira colocada em ranking de Transparência.

## Formas de ingresso
O ingresso para os cargos efetivos se dá mediante concurso público de provas ou de provas e títulos, conforme a Constituição do Brasil, art. 37, inciso II. As atividades da Controladoria-Geral do Município foram atribuídas aos integrantes do cargo de Auditor Municipal de Controle Interno, nos termos da Lei Municipal 16.193/2015.